# موريس إي. فاين
موريس إي. فاين (بالإنجليزية: Morris E. Fine)‏ هو مهندس أمريكي، ولد في 12 أبريل 1918، وتوفي في 30 سبتمبر 2015.